# Murina leucogaster
Murina leucogaster — вид ссавців родини лиликових.

## Проживання, поведінка
Країна поширення: Бутан, Китай, Індія, Японія, Непал, Таїланд. Проживає в лісі. Лаштує сідала в печерах, на деревах і в будинках.

## Загрози та охорона
Зустрічається в деяких охоронних територіях.